# سیارک ۳۹۶۱
سیارک ۳۹۶۱ (به انگلیسی: 3961 Arthurcox، نامگذاری:1962OB) سه هزار و نهصد و شصت و یکمین سیارک کشف شده‌است که در ۳۱ ژوئیه ۱۹۶۲ کشف شد.
قدر مطلق سیارک برابر ۱۲٫۳۰ است.